# Lineville (Alabama)
Lineville – miasto w Stanach Zjednoczonych, w stanie Alabama, w hrabstwie Clay. W roku 2023 miasto zamieszkiwały 2484 osoby, a gęstość zaludnienia wynosiła 106,6 osoby/km².